# عبد الحميد برشيش
عبد الحميد برشيش سياسي جزائري، شغل منصب وزير الشباب والرياضة بحكومة بن فليس الثانية.